# Royaume des Kartvèles
888/899–1008
Entités précédentes :
- Principauté d'Ibérie

Entités suivantes :
- Royaume de Géorgie

Le Royaume des Kartvèles (ou Kartvels) en géorgien : ქართველთა სამეფო, K'art'velt'a samep'o) est un État géorgien du Caucase du Haut Moyen Âge. Il fut établi, d'après les sources[Lesquelles ?], entre 888 et 899 par le prince Adarnassé IV Bagration, qui était un descendant de l'ancienne dynastie des Bagratides, qui règne sur la Géorgie jusqu'au XIXe siècle. Son histoire d'un siècle est principalement illustrée par la domination abkhaze sur le royaume (916-975), la libération de l'influence arabe sur le pays et le lent processus vers l'unification de la Géorgie, qui ne s'achève qu'en 1010.

## Histoire

### Le roi Adarnassé
Les Bagrations dirigeaient le Tao-Klardjeti et le Karthli depuis l'an 813, sous le titre de princes-primats d'Ibérie. La succession des princes était héréditaire, mais en 881, David Ier fut assassiné par Narsès de Samtskhe, qui, désirant prendre le pouvoir, plaça son allié Gourgen d'Artani sur le trône. Mais le fils de David, Adarnassé, décida de se venger et, dans ce but, s'allia avec le roi arménien Achot Ier pour déclarer la guerre à Narsès, lui-même allié à Byzance et à l'Abkhazie. Bientôt, Adarnassé se retrouva vainqueur et Narsès dut se réfugier dans l'Empire byzantin. En 887, l'Abkhazie attaqua à son tour l'Arménie avec une grande flotte de Constantinople mais fut repoussée à Aspindza et Narsès fut finalement tué en 888. La même année, Adarnassé s'autoproclama « roi des Kartvels » (les Kartvels est le nom géorgien de la principale subdivision ethnique des Géorgiens) et fut ainsi reconnu par Achot d'Arménie. Il réussit à vaincre Gougen d'Artani en 891 et se retrouva ainsi l'unique maître du Tao-Klardjeti/Ibérie.
La politique extérieure d'Adarnassé se limitait à une alliance avec l'Arménie et d'importantes tensions avec l'Abkhazie. Ainsi, il supporta Smbat Ier, fils d'Achot, contre son oncle Abas, qui le captura en 891. Par chance, Smbat, tenant à son alliance avec l'Ibérie, le fit libérer en payant une importante rançon et en 899, il lui offrit la couronne et le reconnut comme l'unique roi des Kartvels.
En 904, le roi Constantin III d'Abkhazie occupa les domaines d'Adarnassé. Mais l'Arménie intervint et captura le monarque pour l'envoyer en captivité à Ani. Toutefois, quelques années plus tard, Smbat libéra Constantin et conclut une alliance avec lui. Adarnassé n'apprécia guère cette tournure des évènements et se retrouva ainsi seul face à de puissants ennemis. Désirant se venger, il trouva un bon moyen d'accomplir ce but en 912, lorsque l'émir Yusuf Ibn Abi'l-Saj envahit l'Arménie : Smbat Ier tenta de se réfugier en Abkhazie, mais Adarnassé ne le laissa pas passer par ses territoires et il fut finalement capturé et pendu à Dvin. Par la suite, Yusuf Ibn Abi'l-Saj en profita pour ravager le Samtskhe et le Djavakheti, mais cet acte marqua la fin des ravages arabes en Géorgie.
Constantin III n'en abandonna pas moins ses tentatives de conquête pour autant. En 916, il réussit à vaincre Adarnassé, qui fut forcé de se reconnaître comme son vassal. Ce fut le début d'une domination abkhaze de près de soixante ans sur le royaume des Kartvels.

### Domination abkhaze et les «maires du palais»
À partir de 916, les rois d'Abkhazie occupèrent le royaume des Kartvels, achevant ainsi la volonté de Constantin III, qui vengeait ainsi la mort de son allié Narsès. Adarnassé dut à son tour se soumettre à cette réalité pour préserver son trône jusqu'à sa mort, en 923. Cette année changea la structure politique du royaume des Kartvels. En effet, jusque-là, Adarnassé portait à la fois le titre de roi et de curopalate, ce qui lui donnait de jure tous les pouvoirs. Mais quand il mourut, l'Empire byzantin décida d'offrir ce dernier titre au second fils du défunt roi, Achot, alors que les pouvoirs du roi revinrent à l'aîné David (923-937), qui n'était que magistros.
Les pouvoirs se retrouvaient de cette manière divisés et les curopalates devinrent même plus puissants que les rois, qui n'étaient que de simples vassaux fidèles des Abkhazes. En 975, une courte guerre civile commença en Abkhazie entre le roi Démétrius III et son frère Théodose. Les Kartvels en profitèrent pour se libérer de la tutelle de ce suzerain et le roi Bagrat II (958-994) récupéra un trône indépendant.
Bagrat II était peut-être le roi de jure, mais il est sûr qu'il n'avait presque aucune autorité. Le véritable dirigeant du royaume était en fait le duc de Tao-Klardjeti et curopalate David le Grand. Celui-ci passa la majorité de son règne à combattre les Byzantins, avant de conclure une paix durable avec eux en 989. À partir de ce moment, il lutta pour reconstituer un royaume géorgien unifié. Dans ce but, il adopta le jeune prince Bagrat, fils du roi Gourgen Ier (994-1008) et bientôt, il réussit à le placer comme roi d'Abkhazie. Quand il mourut en l'an 1000, Bagrat hérita de ses possessions et récupéra ainsi le titre de curopalate. De plus, il parvint à occuper le trône de Karthli, alors que son père naturel était toujours le monarque officiel.
En 1008, Gourgen Ier mourut, en laissant ses titres à son fils, Bagrat III. Celui-ci se retrouvait désormais le « roi des Abkhazes et des Kartvels », ou plus simplement, roi de Géorgie, le premier à porter ce titre et à régner sur l'ensemble des territoires géorgiens.

## Culture

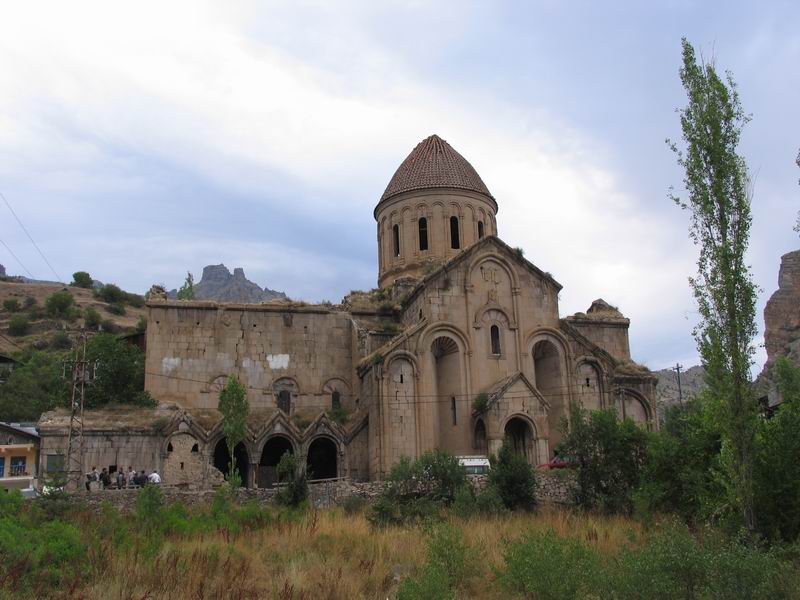
Cathédrale d'Oshki, construite entre 963 et 973

La culture géorgienne se développa particulièrement au Xe siècle, après la libération de la domination arabe. Avec les créations architecturales monumentales, on peut également mentionner d'importants développements dans le domaine de la peinture. Cette dernière était principalement influencée par l'art byzantin, tandis que l'architecture de cette période se développait indépendamment et atteignit alors un apogée relatif.
L'architecture géorgienne d'alors est caractérisée par une variété de thèmes et de formes. À partir de la fin du IXe siècle, un style médiéval spécifiquement géorgien voit le jour. Les constructions gagnent de la hauteur, de grandes cathédrales à dôme, allongées et rectangulaires, sont construites dans les évêchés. Des bâtiments de ce style sont aujourd'hui retrouvables dans le nord-est de la Turquie, le royaume des Kartvels de l'époque. Des ruines de palais, de châteaux et d'autres constructions nobiliaires existent également, mais aucun d'entre eux n'a été totalement préservé.
Durant la dernière phase du Haut Moyen Âge géorgien (Xe siècle), les bas-reliefs se développent en masse, remplaçant le manque de ronde-bosses. Ces reliefs sont désormais faits en or et en argent et sont utilisés pour décorer les églises. Des icônes et des statuettes religieuses sont également faites dans ces matières. Parallèlement, alors que la littérature se développe, un style spécial de miniatures géorgiennes apparaît. Ce dernier se développe encore pendant les prochains siècles.

## Les souverains

### Liste des rois des Kartvels
- 888-923 : Adarnassé IV ;
- 923-937 : David ;
- 937-958 : Soumbat ;
- 958-994 : Bagrat ;
- 994-1008 : Gourguen.

### Liste des curopalates
- 891-923 : Adarnassé IV ;
- 923-954 : Achot II ;
- 954-958 : Soumbat Ier ;
- 958-963 : Adarnassé V ;
- 963-990 : interrègne ;
- 990-1001 : David III ;
- 1001-1008 : Bagrat III.

## Autres

### Sources
- Nodar Assatiani et Alexandre Bendianachvili, Histoire de la Géorgie, Éditions L'Harmattan, Paris, 1997.
- (ka) Nodar Assatiani et Guia Djambouria, Histoire de la Géorgie, tome II : Du XIIIe au XVIIIe siècle, Tbilissi, 2008.
- (en) Nodar Assatani et Otar Djanelidze, History of Georgia, Tbilissi, 2009.
- Marie-Félicité Brosset, Histoire de la Géorgie de l'Antiquité au XIXe siècle, Saint-Pétersbourg, 1848-1858.
- Kalistrat Salia, Histoire de la nation géorgienne, Paris, 1981.
- Cyrille Toumanoff, Les dynasties de la Caucasie chrétienne de l'Antiquité jusqu'au XIXe siècle : Tables généalogiques et chronologiques, Rome, 1990, p. 524.